# Округ Џеферсон (Колорадо)
Округ Џеферсон (енгл. Jefferson County) је округ у америчкој савезној држави Колорадо. По попису из 2010. године број становника је 534.543. Седиште округа је град Голден.

## Демографија
Према попису становништва из 2010. у округу је живело 534.543 становника, што је 7.487 (1,4%) становника више него 2000. године.
| Група             | 2000.           | 2010.           |
| Белци             | 447.416 (84,9%) | 427.160 (79,9%) |
| Афроамериканци    | 4.677 (0,9%)    | 5.667 (1,1%)    |
| Азијати           | 12.036 (2,3%)   | 14.037 (2,6%)   |
| Хиспаноамериканци | 52.449 (10,0%)  | 76.445 (14,3%)  |
| Укупно            | 527.056         | 534.543         |